# Moneilema gigas
Espèce
Moneilema gigas est une espèce de coléoptères longicornes native du désert de Sonora. Elle se nourrit principalement de Cylindropuntia,  de figues de Barbarie et de jeunes plants de saguaros.